# Birmania ai Giochi della XVIII Olimpiade
La Birmania partecipò ai Giochi della XVIII Olimpiade, svoltisi a Tokyo dal 10 al 24 ottobre 1964, con una delegazione di 11 atleti impegnati in 5 discipline.
Fu la quinta partecipazione di questo paese ai Giochi. Non furono conquistate medaglie.